# Salamàndrids
Els salamàndrids (Salamandridae) són una família d'amfibis l'ordre dels urodels.

## Descripció
Aquesta família està definida per nombrosos trets anatòmics i ossis relativament complexos. Tots els seus representants tenen les potes ben desenvolupades i moltes de les espècies aquàtiques tenen crestes dorsals i caudals.
Les larves tenen quatre parells de brànquies externes i unes protuberàncies laterals anomenades balancins. Moltes espècies tenen secrecions tòxiques a la pell.

## Gèneres
N'hi ha 20 gèneres que es distribueixen per Euràsia, el nord d'Àfrica i Nord-amèrica:
- Subfamília Salamandrinae
  - Gènere Chioglossa Bocage, 1864
  - Gènere Lyciasalamandra Veith e Steinfartz, 2004
  - Gènere Mertensiella Wolterstorff, 1925
  - Gènere Salamandra Laurenti, 1768
  - Gènere Salamandrina Fitzinger, 1826
- Subfamília Pleurodelinae
  - Gènere Calotriton Gray, 1858
  - Gènere Cynops Tschudi, 1838
  - Gènere Echinotriton Nussbaum e Brodie, 1982
  - Gènere Euproctus Gené, 1838
  - Gènere Laotriton Stuart & Papenfuss, 2002
  - Gènere Lissotriton Bell, 1938
  - Gènere Ichthyosaura Laurenti, 1768
  - Gènere Neurergus Cope, 1862
  - Gènere Notophthalmus Rafinesque, 1820
  - Gènere Ommatotriton Gray, 1850
  - Gènere Pachytriton Boulenger, 1878
  - Gènere Paramesotriton Chang, 1935
  - Gènere Pleurodeles Michahelles, 1830
  - Gènere Taricha Gray, 1850
  - Gènere Triturus Rafinesque, 1815
  - Gènere Tylototriton Anderson, 1871